# Derniers empereurs
On appelle Derniers empereurs la succession désordonnée d'empereurs dans la partie occidentale de l'Empire romain de 455, année de la mort du dernier Théodosien, Valentinien III, à 476, date de la déposition de Romulus Augustule par Odoacre et de la réunification formelle de l'Empire sous le sceptre de l'empereur d'Orient. Les uns sont proclamés par les troupes locales présentes en Italie, les autres (Majorien, Anthémius, Julius Nepos) parviennent au pouvoir avec l'appui de l'empereur d'Orient.

## Contexte historique
Valentinien III, empereur régnant depuis 425, vient de sortir victorieux, grâce au général Aetius, de sa confrontation contre Attila en 451. Cependant, le 21 septembre 454, Aetius est assassiné à Rome sur ordre de l'empereur. Ce meurtre indigne les soldats fidèles à Aetius ; Optila et Thraustila, fidèles lieutenants du défunt général, assassinent finalement Valentinien, le 16 mars 455, pendant un exercice militaire sur le Champ de Mars, mettant un terme à la dynastie théodosienne en Occident.

## Les derniers empereurs

### De Valentinien à Majorien: une recherche de continuité
Les meurtriers de Valentinien gardent ce meurtre secret et se rendent chez le plus influent et le plus riche sénateur romain, Petronius Maximus. Celui-ci, grâce à de l'argent distribué autour de lui, se fait nommer empereur dès le 17 mars 455, le trône d'Occident étant vacant. Afin de conforter son pouvoir, il se marie à Eudoxia, la veuve de Valentinien, et fiance son fils Palladius, nommé césar, à une fille d'Eudoxia et Valentinien. 
Genséric, roi fédéré des Vandales et des Alains, dont le fils Hunéric devait épouser la fille de l'empereur afin de renforcer leurs liens, réagit violemment à l'annonce de la mort de Valentinien. En réponse, il débarque au port de Rome et commence le siège de la ville. Le 31 mai 455, la population de Rome, désespérée par la situation et prise de panique, assassine Petronius Maximus et son fils. Le pape Léon Ier, à la suite d'une négociation avec l'assiégeant, permet à celui-ci de piller la ville du 2 au 16 juin 455 sans l'incendier. Après avoir pillé Rome, Genséric rembarque vers Carthage enrichi d'un butin imposant et accompagné d'Eudoxia et ses deux filles.
À la suite du départ de Genséric et de la mort de Maximus, le trône d'Occident est à nouveau vacant. À la recherche d'un successeur, l'aristocratie gallo-romaine prend les devants sur l'aristocratie romaine et fait proclamer empereur à Arles l'Arverne Avitus le 9 juillet 455 avec le soutien du roi des Wisigoths Théodoric II, qui a besoin de son aide pour combattre les Vandales. Avitus rejoint l'Italie et son autorité est reconnue par l'empereur romain d'Orient Marcien ; le nouvel empereur ne bénéficie cependant pas du soutien la population romaine d'Italie qui n'a pas participé à son investiture. En dépit des succès remportés par son général suève Ricimer contre les Vandales en Sicile, Avitus ne parvient pas à entraver leur blocus maritime qui affame la population de Rome. Ricimer fomente avec l'appui de l'aristocratie romaine un coup d'État contre l'empereur. Avitus se réfugie à Arles mais est vaincu à Plaisance le 17 octobre 456. Ricimer le capture mais l'épargne et l'autorise à devenir évêque de Plaisance. Avitus craint pour sa vie et se réfugie en Gaule mais périt en route la même année. La tradition rapporte qu'il aurait été enterré à Brioude, au pied de l'autel consacré à saint Julien.
Ricimer, nommé patrice, et Majorien, officier romain d'origine noble ayant joué un rôle dans la déposition d'Avitus, sont les vrais détenteurs de l'autorité impériale. Après cinq mois de négociations, Majorien est proclamé empereur à Arles en avril 457 ; soutenu par Ricimer et l'armée d'Italie, il se voit privé de l'appui de l’aristocratie gallo-romaine, des Burgondes et des Wisigoths, anciens soutiens d’Avitus. Majorien poursuit alors deux objectifs : réformer l'État et reconquérir les territoires perdus. Son gouvernement se remarque par des mesures sociales, telles que des remises d’arriérés d’impôts, ou ses tentatives pour limiter les accaparements de l’Église, interdisant aux femmes de dépouiller les enfants de leur héritage en donnant leurs biens à l’Église ou de mettre au couvent les jeunes filles dont les parents veulent se débarrasser. Majorien envoie Ægidius mater la rébellion gallo-romaine et reprendre Lugdunum aux Burgondes. Ægidius profite de l'inaction des Wisigoths, qui sont trop occupés en Espagne, et du soutien des Francs pour conquérir des territoires. Après cette reconquête de ce qui reste de la Gaule gallo-romaine, Majorien s'installe à Arles en 458, laissant Ricimer en Italie. Il maintient les Wisigoths sur le territoire qui leur a été concédé et conserve l’autorité romaine sur une partie du pourtour méditerranéen. En 460, il prépare à Alicante un débarquement en Maurétanie contre les Vandales d'Afrique du Nord. En 461, le roi des Vandales Genséric le devance et détruit sa flotte lors de la bataille de Carthagène. À la suite de cet échec, l'empereur signe un nouveau traité de paix avec le royaume vandale et se retire en Italie en juillet 461. Ricimer le fait alors arrêter le 2 et exécuter le 7 août 461,,.

### De Libius Severus à Olybrius: Ricimer, vrai maître de l'Empire
Ricimer, débarrassé de Majorien, ne peut s'emparer directement du trône car il n'est pas romain. D'ailleurs, il doit faire face à Genséric, lié à la famille impériale par son fils Hunéric, marié avec l'une des filles de Valentinien III. Ricimer désire imposer, avec l'appui de Genséric, son candidat à la pourpre : Olybrius, époux de Galla Placidia la Jeune, fille de Valentinien III. De plus, il doit compter avec les ambitions de l'empereur romain d'Orient, Léon Ier, qui prétend réunifier l'Empire romain sous son autorité. Ricimer veut un empereur qu'il peut manipuler et réussit, après trois mois de tractations, à faire investir par le Sénat romain Libius Severus (Sévère III), sénateur originaire du sud de l'Italie, le 19 novembre 461. Ægidius, à la tête des troupes stationnées en Gaule, et Marcellinus, à la tête de celles de Dalmatie, ne reconnaissent pas le nouvel empereur et font sécession de l'Empire. Genséric rompt les liens avec Ravenne, capitale de l'Empire romain d'Occident, et Léon Ier refuse lui aussi l'investiture de Sévère III. Ricimer doit faire face à la rébellion des provinces romaines de Gaule et de Dalmatie, et met sur pied une alliance avec Théodoric II pour reconquérir la Gaule. Alors qu'Ægidius prépare contre Ricimer une action avec de potentiels alliés, Genséric et Childéric Ier, roi des Francs saliens, il est retrouvé mort dans son camp de base en 464, peut-être victime d'un assassin missionné par Ricimer. L'empereur fantoche Sévère III meurt le 15 septembre 465, sans laisser de descendant. 
À la mort de l'empereur, un successeur n'est pas choisi immédiatement. Ricimer profite de cette vacance du trône pour conserver donc son pouvoir. Dans le même temps, les Vandales multiplient les escarmouches sur les côtes du Péloponnèse et de l'Italie. En 467, l'empereur d'Orient Léon Ier et Ricimer parviennent à un accord. Ricimer doit accepter l'investiture d'Anthémius, gendre de l'ancien empereur d'Orient Marcien, comme empereur d'Occident et son propre mariage avec Alypia, fille du nouvel empereur d'Occident. Anthémius, à la tête de ses troupes, passe par la Dalmatie, rallie le gouverneur Marcellinus, avant de rejoindre Ravenne. Le 12 avril 467, Anthémius est acclamé empereur par ses troupes à son arrivée dans la capitale. En 468, une campagne contre les Vandales est entamée, consistant à envoyer une armée d'Occident commandée par Marcellinus, depuis l'Italie vers la Sicile et la Sardaigne, et une flotte venue d'Orient dirigée par Basiliscus, le long des côtes d'Afrique. Alors que les troupes d'Italie débarquent en Sardaigne et reprennent l'île, les troupes d'Afrique arrivent près de Carthage. Le roi des Vandales Genséric, acculé dans sa capitale, réussit un coup de force en détruisant la flotte ennemie. À la suite de ce retournement de situation, la campagne est un échec et les deux parties signent un nouveau traité de paix,.
Entre-temps, Euric a assassiné  et remplacé son frère Théodoric II, roi des Wisigoths, en 466. Il rompt les liens avec Ravenne et, profitant de la faiblesse militaire de l'Empire, conquiert des territoires en Espagne et dans le sud de la Gaule. En 469, il attaque le nord de la Gaule et s'empare de Tours, de Bourges, et d'Angers. Avant que Syagrius, fils d'Ægidius, ait mis sur pied une coalition avec ses alliés, Childéric Ier et Riothamus, roi des Bretons, le roi des Wisigoths bat ce dernier à la bataille de Déols. Il conquiert ensuite une grande partie de l'Auvergne mais Clermont lui résiste. En 471, il envahit la Narbonnaise première puis la Viennoise (Provence et vallée du Rhône) et écrase à la bataille d'Arles l'armée romaine d'Italie venue en renfort, mais il n'a plus assez de troupes pour occuper le territoire. Ricimer, profitant de cette nouvelle défaite d'Anthémius, mais aussi des inimitiés des chrétiens envers leur chef, déclare la guerre à l'empereur au début de l'année 472. Anthémius se réfugie à Rome et la ville est assiégée par Ricimer. Celui-ci veut un empereur très rapidement et fait investir Olybrius. Avec ce choix, il espère avoir la paix avec Genséric après la période de conflit. Olybrius quitte Constantinople et arrive à Rome le 23 mars 472. Le 11 juillet 472, la ville tombe et Anthémius est exécuté sur ordre du vainqueur.

### D'Olybrius à Romulus Augustule: l’échec d'une gloire passée
Ricimer ne peut pas profiter longtemps de sa victoire car il meurt le 18 août 472. Olybrius nomme Gondebaud, prince burgonde et neveu de Ricimer, patrice de l'armée romaine d'Italie. Le pouvoir d'Olybrius ne dépasse pas l'Italie et l'empereur d'Orient Léon Ier ne reconnaît pas son autorité. Mais Olybrius n'a guère le temps de régner car il décède à son tour entre le 23 octobre et le 2 novembre 472. Gondebaud doit alors faire investir un successeur. Après quatre mois de discussions, un certain Glycérius est investi des titres et pouvoirs impériaux le 3 mars 473. L'empereur d'Orient Zénon ne le reconnaît pas et il charge Julius Nepos, gouverneur de Dalmatie, de reprendre le pouvoir en Italie. Julius Nepos, nommé césar, débarque à Ravenne au début de l'année 474 avec une petite armée et Glycérius s'enfuit vers Rome. Son ennemi arrive à Rome et Glycérius se rend sans combattre après le refus du Sénat romain de lui ouvrir les portes de la cité. Julius Nepos lui laisse la vie sauve et Glycérius est nommé évêque de Salone le 24 juin 474.
Euric, profitant des troubles en Italie, continue à réduire les poches de résistance en Auvergne puis relance sa conquête de la Provence. Julius Nepos envoie Flavius Oreste, originaire de Pannonie et secrétaire d'Attila, en Gaule en 475 avec une partie de son armée. Mais il ne parvient pas à inverser la situation car il ne reçoit aucun soutien de l'Empire d'Orient, qui est plongé en pleine guerre civile (usurpation de Basiliscus). Julius Nepos est obligé de signer un traité de paix avec le roi des Wisigoths ; il abandonne l'Auvergne mais sauve la Provence. Or l'armée et une partie de l'aristocratie romaine ne soutiennent ni le traité ni les origines grecques de l'empereur. L'empereur fait revenir Oreste en Italie mais celui-ci, devenu chef de file de la révolte, réussit à le faire déposer le 28 août 475. Julius Nepos embarque précipitamment et retourne en Dalmatie dans le palais de Dioclétien situé près de Salone.
Oreste, nouvel homme fort de l'Empire, n'aspire pas au trône et préfère exercer le pouvoir depuis l'office de patrice. Il fait nommer son fils Romulus Augustule empereur romain le 31 octobre 475. Alors que les troupes barbares intégrées aux armées romaines attendent leur paye et exigent des terres en Italie, Oreste refuse de céder à leurs revendications. Le chef barbare Odoacre, qui dirige les Skires, les Hérules et des bandes de Gépides, prend la tête d'une révolte et mène une rébellion contre Oreste à la fin de l'été 476. En août 476, Odoacre bat les troupes d'Oreste à Pavie, fait prisonnier Oreste et le fait exécuter. Il entraîne ses troupes jusqu'aux remparts de la capitale de l'Empire d'Occident, Ravenne. Il capture sans combattre le jeune Romulus Augustule le 4 septembre 476 et l'exile en Campanie. Ne voyant pas l’intérêt de garder les insignes impériaux, il les envoie à Zénon, signifiant sa soumission à l'empereur d'Orient. Entre-temps, le roi des Wisigoths Euric profite de la situation en Italie pour conquérir la Provence,.

## Vers une disparation progressive de l'influence romaine et l'arrivée de nouvelles forces
À la suite des mouvements liés au déplacement des peuples germaniques au sein de l'Empire romain d'Occident à la fin du IVe siècle, ceux-ci ont bénéficié de fœdus, faisant d'eux des alliés de l'Empire et autorisant leur installation dans les régions qu'ils ont conquises. Dans le trouble du début de la seconde moitié du Ve siècle, ces peuples rompent ces fœdus pour conquérir de nouveaux territoires au détriment de l'Empire. Une succession de conflits entre les royaumes barbares et l'Empire aboutit à la disparition de celui-ci en 476 avec le maintien pour quelques années de deux secteurs romains situés en Gaule et en Afrique.

### La confirmation des royaumes barbares

#### Le royaume vandale
Alors que les Vandales occupent le sud de l'Espagne en 429, ceux-ci sont invités par le gouverneur romain de Carthage, Boniface, alors en conflit ouvert avec Valentinien III en 427, pour lui venir en aide. Mais, à l'arrivée des troupes, Boniface change de camp et tente de combattre les Vandales, sans succès. En 435, un traité de paix est signé et Genséric, roi des Vandales depuis 427, profite de la situation de paix pour conquérir par surprise Carthage, en 439. Après trois années de tentative de reconquête par l'Empire, les Vandales signent un nouveau traité de paix en 442, qui permet la reconnaissance des Vandales et des Alains en tant que peuples souverains vis-à-vis de l'Empire. Mais surtout, le peuple obtient des terres afin de constituer un royaume : l'Afrique, la Byzacène, la Tripolitaine et une partie de la Numidie. En contrepartie, les Vandales rendent la Sicile, l'autre partie de la Numidie et les Maurétanies césarienne et sitifienne. Cette paix dure jusqu'à la mort de Valentinien III en 455.
À la mort de Valentinien, Genséric profite de son intervention à Rome en juin 455 pour conquérir la Sardaigne, la Corse, la Sicile et les îles Baléares, confirmant sa domination maritime sur la Méditerranée occidentale. Les Romains de Numidie et de Maurétanie se trouvent isolés des Romains d'Italie. Ceux-ci vont constituer la base des royaumes berbères-latins. Profitant de la faiblesse de l'Empire, Genséric continue ses conquêtes avec la prise des territoires côtiers situés à l'Ouest de son royaume jusqu'à Ceuta. À la suite de ces conquêtes, l'empereur Majorien tente en 460 de reprendre les territoires perdus en envoyant une force navale de trois cents navires. Cependant, au départ d'Elche, le roi des Vandales réussit à faire détruire cette flotte. À la suite de raids sur les côtes d'Italie puis de Grèce, les deux empires romains tentent une expédition contre Genséric en 468. La Sardaigne est reprise mais la flotte et l'armée envoyées à Carthage sont battues par les Vandales. L'emprise des Vandales sur une grande partie de l’Afrique du Nord est ainsi confirmée. En 476, Genséric réussit le coup de force de prendre l'île d'Ischia située en face de la baie de Naples. À la suite de l'arrivée d'Odoacre, le royaume vandale rend la Sicile sauf la ville Lilybée moyennant un tribut annuel en 477.

#### Le royaume wisigoth
À la bataille des champs Catalauniques, le roi des Wisigoths Théodoric Ier combat avec les Romains, mais meurt sur le champ de bataille. Son fils Thorismond est proclamé roi par ses troupes. En 451, le territoire contrôlé par les Wisigoths se trouve en Aquitaine avec pour capitale Toulouse. Thorismond, lorgnant sur Arles et Narbonne, est battu par le préfet du prétoire Tonantius Ferréolus. Ses frères parviennent à l'assassiner en 453 ; Théodoric II arrive au pouvoir et confirme le statut de fœdus avec l'Empire romain d'Occident.
À la suite de la mort de Valentinien et du sac de Rome, Théodoric appuie Avitus dans sa tentative visant à prendre la tête de l'Empire. Fort de ce succès et à la suite de la mort de Réchiarius, roi des Suèves, Théodoric entreprend la conquête de la péninsule Ibérique sous couvert du rétablissement de l'autorité romaine. Les Wisigoths franchissent les Pyrénées en 455 et prennent Braga, Mérida, Astorga et Palencia entre 455 et 457. Théodoric entreprend des négociations avec le royaume Suève pour qu'il soit sous sa protection mais échoue. En 461, à la suite de la mort de Majorien, Thédoric devenu maître de la Novempopulanie reprend ces offensives vers l'est de son royaume et conquiert toute la Septimanie, puis en 463 essaye de conquérir la région de la Loire moyenne mais essuie un échec à bataille d'Orléans face à  Chilperic.Finalement à la suite de la mort d'Aegidus, le royaume Wisigoths s'agrandit en contrôlant la Loire moyenne en 466.
Euric, successeur de son frère après l'avoir tué, poursuit la politique d'extension de son royaume : il se tourne vers la péninsule Ibérique avec la reprise de Mérida et achève la conquête de la Lusitanie en 469, après que les Suèves ont rompu le traité de paix avec les Wisigoths. À cette même période, il déclare la guerre à l'Empire. Il prend la Touraine et le Berry, bat une armée de soutien à la bataille de Déols, mais ne parvient pas à franchir la Loire. Alors qu'une armée d'Italie vient aider les peuples romains non soumis aux Wisigoths, Euric contrôle en 471 la Narbonnaise première jusqu'au Rhône, bat l'armée de soutien de l'Empire, mais ne peut contrôler la Provence. Il se tourne vers l'Auvergne, qu'il contrôle rapidement, sauf la poche de Clermont qui est donnée par l'empereur Julius Nepos en 475. Pendant ce temps, les généraux d'Euric prennent le contrôle de la Tarraconaise en 473. Le royaume contrôle une grande part de la péninsule, le reste étant géré par le royaume suève et le pays des Cantabres et des Vascons. En 476 avec la chute de l'Empire, Euric prend le contrôle de la Provence. De ce fait, le royaume devient l'un des plus puissants à la chute de l'Empire.

### Les poches romaines après la chute de l'Empire

#### La Dalmatie romaine
La Dalmatie gouvernée par Julius Nepos, avant-dernier empereur romain d'Occident, constitue le dernier territoire sous souveraineté impériale directe. Ce dernier voulant récupérer le pouvoir en Italie à la suite de la destitution de Romulus Augustule n'a pas pu avoir le soutien de l'empire romain d'Orient. Profitant de cette situation, Glycérius, ancien empereur romain d'Occident et vivant en Dalmatie, se venge de sa destitution en ordonnant à Ovida d'assassiner Julius Nepos. Cet acte se déroule le 9 mai 480. Ovida devient l'homme fort de la Dalmatie mais Odoacre réunit ses hommes et conquiert le territoire en 481. Après cette date, la Dalmatie devient une partie du royaume d'Odoacre. Le véritable dernier territoire détenu par un romain dans l'ex empire romain d'Occident est le domaine gallo-romain jusqu'en 486.

#### Les royaumes berbères latins de l'Ouest africain
À la suite de la conquête de Genséric de la côte de Maurétanie et de Numidie en 455, des villes situées à l'intérieur des terres sont maintenant isolées totalement de l'Empire romain, car les Vandales n'ont pas les moyens de contrôler l’intérieur des terres. Les Africo-romains vont se rapprocher des Berbères locaux afin de constituer des royaumes berbère-latins comme le royaume des Maures et des Romains puis à la chute de celui-ci au royaume d'Altava ou le royaume d'Aurès. Ceux-ci vont essayer de récupérer les terres perdues à partir de 477, à la suite de la mort de Genséric. Ces différents royaumes vont plus ou moins utiliser le latin comme liens entre les Romains et les Berbères. Ces royaumes ne disparaîtront pas avec l'arrivée de l'armée byzantine en 535 mais durant la conquête musulmane du Maghreb entre 647 et 700.

## La liste des derniers empereurs
La liste révèle l'instabilité du pouvoir impérial à compter de 455 car en l'espace de 20 ans, 9 empereurs sont montés sur le trône. Durant la période d'instabilité du pouvoir, un homme, Ricimer, tira les ficelles du pouvoir de 455 jusqu'à sa mort en 472.
Valentinien III, assassiné en 455, annonce la fin de la dynastie théodosienne en Occident et de la succession des derniers empereurs :
- Pétrone Maxime, massacré par la foule en 455 lors de sa fuite ;
- Avitus, en exil après sa défaite à Plaisance en 456 et assassiné quelques mois après ;
- Majorien, exécuté en 461 par Ricimer ;
- Libius Severus, décédé de mort naturelle en 465, fantoche sous les ordres de Ricimer ;
- Interrègne de 465 à 467 ;
- Anthémius, exécuté en 472 par Ricimer ;
- Olybrius, décédé de mort naturelle en 472 ;
- Glycérius, déposé en 474 ;
- Julius Nepos, déposé en 475 puis assassiné en 480 ;
- Romulus Augustule, déposé en 476 ;
- À la chute de Romulus Augustule, les Hérules, peuple barbare représenté par leur chef Odoacre dominent ce qui reste de l'Empire dans sa partie italienne. La Dalmatie, toujours gouvernée par Julius Nepos, tombera à l'assassinat de ce dernier en 480. Le domaine gallo-romain tombera six ans plus tard face aux Francs de Clovis.